# Eratoneura solita
Eratoneura solita är en insektsart som först beskrevs av Beamer 1932.

## Taxonomi
Eratoneura solita ingår i släktet Eratoneura och familjen dvärgstritar.

## Utbredning
Artens kända utbredningsområde är Ontario i Kanada samt Illinois och Iowa i USA.